# Сідар-Гілл-Лейкс (Міссурі)
Сідар-Гілл-Лейкс (англ. Cedar Hill Lakes) — селище (англ. village) в США, в окрузі Джефферсон штату Міссурі. Населення — 203 особи (2020).

## Географія
Сідар-Гілл-Лейкс розташований за координатами 38°19′53″ пн. ш. 90°39′24″ зх. д. / 38.33139° пн. ш. 90.65667° зх. д. (38.331385, -90.656624).  За даними Бюро перепису населення США в 2010 році селище мало площу 0,68 км², з яких 0,59 км² — суходіл та 0,09 км² — водойми.

## Демографія
Згідно з переписом 2010 року, у селищі мешкало 237 осіб у 101 домогосподарстві у складі 62 родин. Густота населення становила 351 особа/км².  Було 120 помешкань (178/км²).
Расовий склад населення:
| - 97,5 % — білих - 1,3 % — азіатів - 0,4 % — корінних американців |

До двох чи більше рас належало 0,8 %. Частка іспаномовних становила 1,3 % від усіх жителів.
За віковим діапазоном населення розподілялося таким чином: 17,3 % — особи молодші 18 років, 73,4 % — особи у віці 18—64 років, 9,3 % — особи у віці 65 років та старші. Медіана віку мешканця становила 43,7 року. На 100 осіб жіночої статі у селищі припадало 94,3 чоловіків;  на 100 жінок у віці від 18 років та старших — 102,1 чоловіків також старших 18 років.
Середній дохід на одне домашнє господарство  становив 43 964 долари США (медіана — 43 125), а середній дохід на одну сім'ю — 53 707 доларів (медіана — 58 500). За межею бідності перебувало 2,5 % осіб, у тому числі 0,0 % дітей у віці до 18 років та 5,6 % осіб у віці 65 років та старших.
Цивільне працевлаштоване населення становило 96 осіб. Основні галузі зайнятості: виробництво — 18,8 %, роздрібна торгівля — 14,6 %, освіта, охорона здоров'я та соціальна допомога — 14,6 %.